# Арабське Королівство Сирія
Сирійське арабське королівство (араб. المملكة العربية السورية, al-Mamlakah al-Sūriyya al-‘Arabīyah) — перша арабська держава, створена в новітній час. І хоча вона офіційно протрималась менше року (8 березня — 24 липня 1920), її існування має тривалий вплив в арабському світі й до сьогодні.
Після поразки Османської імперії у Сирії, британські війська під командуванням маршала Едмунд Генрі Алленбі увійшли до Дамаску в 1918 у супроводі військ арабського повстання на чолі з Фейсалом, сином шаріфа Хусейна з Мекки .
Фейсал створив перший арабський уряд в Дамаску в жовтні 1918 року і призначив аль-Рікабі військовим губернатором.
Нова арабська адміністрація створила місцеві органи влади у великих сирійських містах, і пан-арабський прапор був піднятий по всій Сирії. Араби мали сподівання, що британці виконають власні обіцянки, і нова арабська держава буде включати всі арабські землі від Алеппо на півночі Сирії до Адену на півдні Ємену .
Але, генерал Алленбі, відповідно до таємних угод Сайкс-Піко між Великою Британією і Францією, відніс до арабської адміністрації тільки внутрішні райони Сирії (східна зона). Палестина (південна зона) була зарезервована для британців і 8 жовтня, французькі війська висадилися в Бейруті і зайняли всі ліванські прибережні райони до Накурі (західна зона), замінивши британські війська. Франція негайно ліквідувала місцевий арабський уряд в регіоні.
Франція зажадала повного здійснення угод Сайкс-Піко та передачі Сирії під їх протекцію. 26 листопада 1919, британці вивели війська з Дамаску, щоб уникнути конфронтації з Францією.
Фейсал кілька разів подорожував по Європі, починаючи з листопада 1918, намагаючись переконати Париж і Лондон, змінити свою позицію, але без успіху. Після захоплення Францією Сирії генерал Анрі Гуро, було назначено верховним комісаром в Сирії та Кілікії.
На Паризькій мирній конференції, Фейсал опинився у ще слабкішій позиції, коли європейські держави вирішили проігнорувати вимоги арабів.
У червні 1919 року, американська комісія Кінга-Крейна прибула до Сирії, щоб дізнатися про місцеву громадську думку щодо майбутнього країни. Робоча область комісії простягалася від Алеппо до Беер-Шеви. Вони відвідали 36 великих міст, зустрілися з більш ніж 2000 делегаціями у понад 300 селах, і отримали понад 3000 скарг. Їхні висновки підтвердили позицію сирійців проти мандату на їх країну, а також проти декларації Бальфура, і їх вимогу єдиної Великої Сирії охоплюючу Палестину. Висновки комісії були проігноровані Францією і Англією.
У травні 1919 року були проведені вибори в Сирійський Національний конгрес. 80% місць отримали консерватори. Меншість отримали арабські націоналісти: Джаміль Марді-Бей, Шукрі аль-Kuwatli, Ахмад аль-Кадрі, Ібрагім Ханан і Ріяд ас-Солх.
Заворушення спалахнули в Сирії, коли Фейсал дійшов до компромісу з прем'єр-міністром Франції Клемансо і сіоністським лідером Вейцманом з питання про єврейську імміграцію до Палестини. Спалахнули анти-хашимітські заворушення мусульманських мешканців Ліванських гір, що не бажали бути включеними в нову, головним чином християнську, державу Великий Ліван.
У березні 1920, Сирійський національний конгрес у Дамаску на чолі з аль-Хашим Атассі, прийняв резолюцію, що скасувала угоду Фейсала-Клемансо. Конгрес проголосив незалежність Сирії в її природних межах (включаючи Палестину), і проголосив Фейсала королем арабів. Конгрес також проголосив політичний та економічний союз з сусіднім Іраком і зажадав незалежності. Новий уряд очолив Алі ар-Ріда Рікабі 9 травня 1920.
25 квітня, під час підписання Севрського договору, Верховна міжсоюзницька рада надала Франції мандат в Сирії (включаючи Ліван), і Великій Британії мандат у Палестині (у тому числі Йорданія) та в Іраці. Сирія відповіла хвилею протестів. Новий уряд запровадив загальний військовий обов'язок і почав фінансування війська.
Ці рішення спровокували негативну реакцію Франції, а також маронітського Патріархату з Гірського Лівану, які засудили рішення як «державний переворот». У Бейруті, християнська преса висловила ворожість по відношенню до рішень уряду Фейсала. Ліванські націоналісти отримали вигоду з кризи скликавши Раду християнських лідерів у Баабда 22 березня 1920, яка проголосила незалежність Лівану .
14 липня 1920, генерал Гуро висунув ультиматум Фейсалу даючи йому вибір між співпрацею або зречення. Розуміючи, що баланс сил не на його користь, Фейсал вирішив співпрацювати. Проте, молодий військовий міністр, Юсеф аль-Азмех, відмовилися підкоритися та, під час Франко-сирійської війни зазнав поразки від французів в битві при Майсалоун. Азмех загинув на полі бою разом з більшістю сирійських вояків. Генерал Гойбет вступив до Дамаску 24 липня 1920.